# Mörkbrun honungsfågel
Mörkbrun honungsfågel (Lichmera incana) är en fågel i familjen honungsfåglar inom ordningen tättingar.

## Utseende och läte
Mörkbrun honungsfågel är som namnet avslöjar mestadels brun, med gråaktigt huvud och olivgröna vingar. En ljust beigevit linje sträcker sig från under ögat till näbbroten. Näbben är mörk och något nedåtböjd. Bland lätena hörs ett ljusligt "tchoo-tchoo-tchoo" och en blandad melodi.

## Utbredning och systematik
Mörkbrun honungsfågel delas in i fem underarter:
- Lichmera incana incana – förekommer i Nya Kaledonien
- Lichmera incana poliotis – förekommer i Lojalitetsöarna (Beautemps, Beaupré, Uvea och Lifou)
- Lichmera incana mareensis – förekommer på Maré (Lojalitetsöarna)
- Lichmera incana griseoviridis – förekommer i centrala Vanuatu
- Lichmera incana flavotincta – förekommer på Erromango Island (Vanuatu)

## Status
Arten har ett begränsat utbredningsområde, men beståndet anses vara stabilt. IUCN kategoriserar arten som livskraftig.